# George Bähr

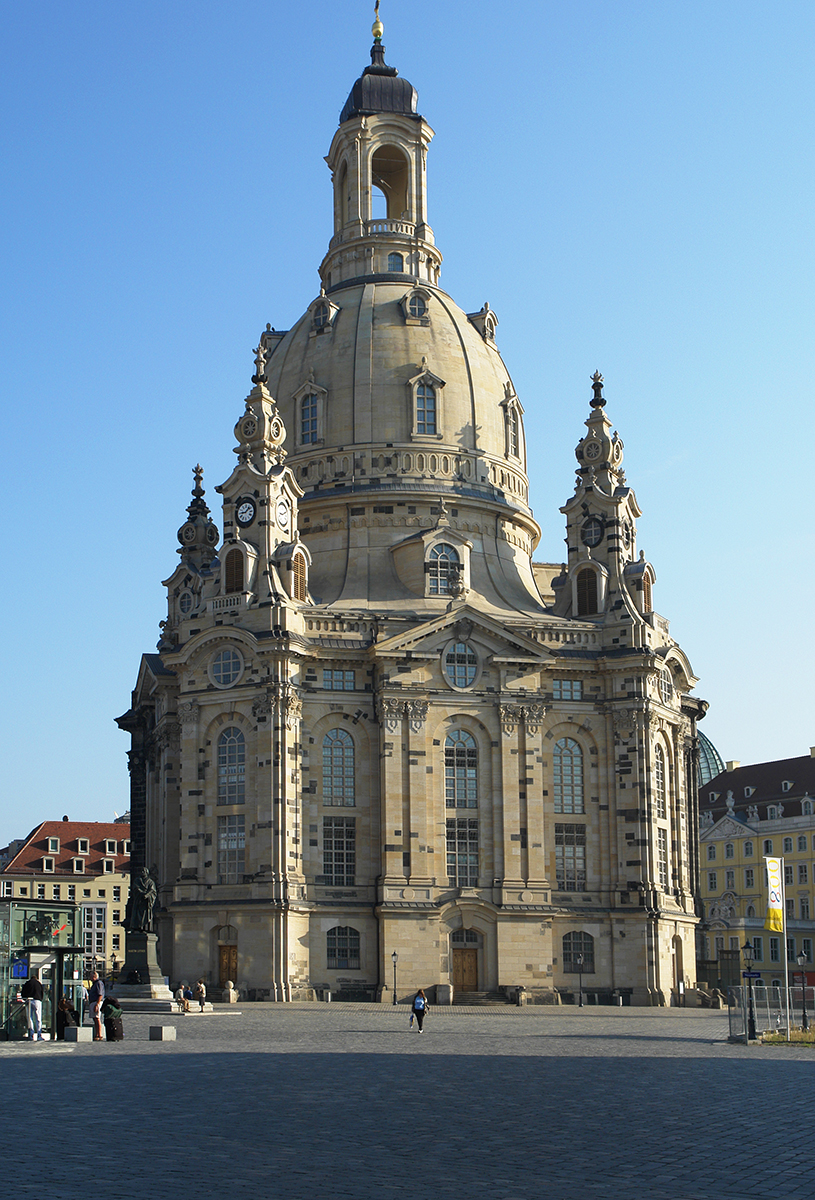
Drezdeński Frauenkirche

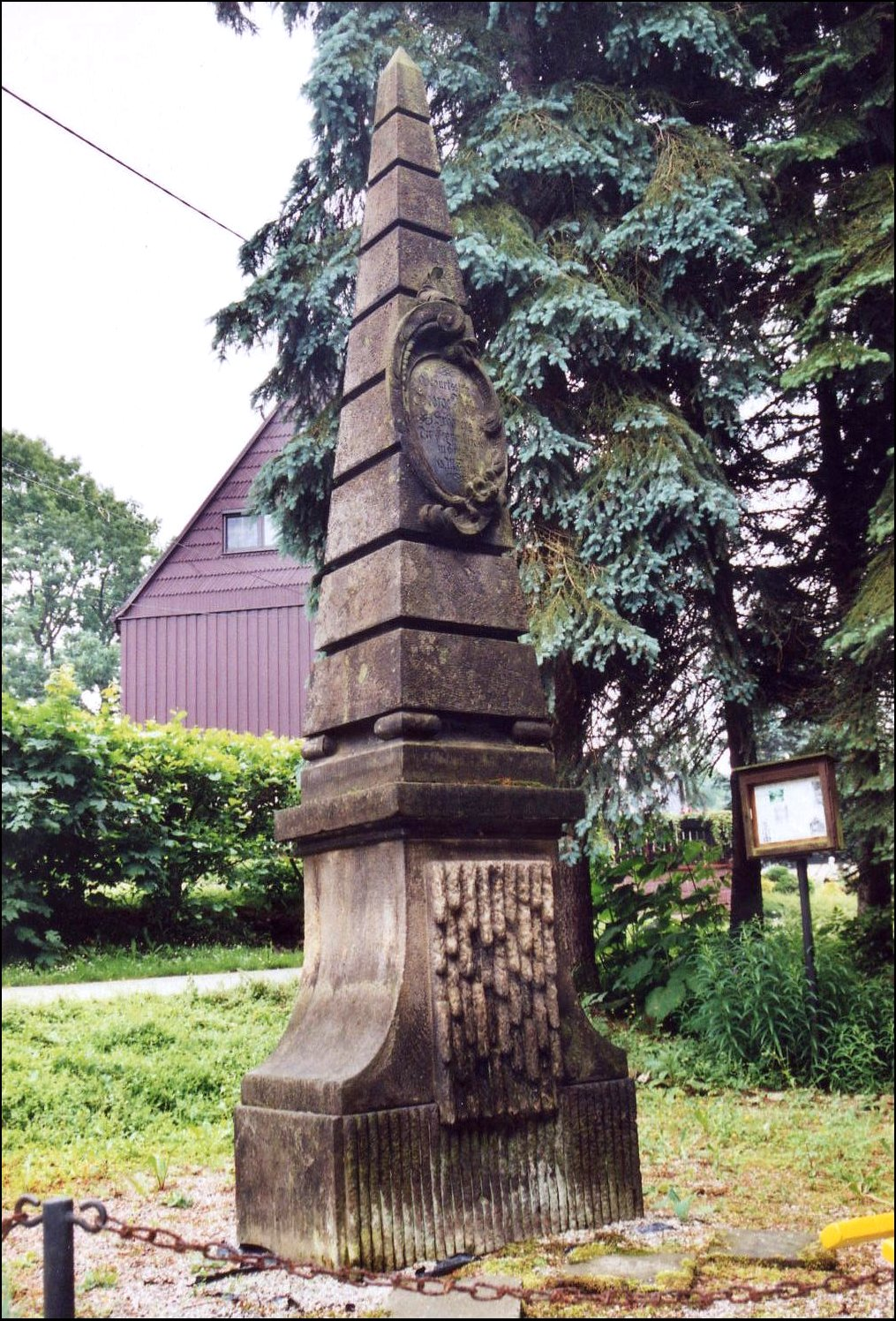
Obelisk upamiętniający George’a Bähra w jego rodzinnej miejscowości Fürstenwalde

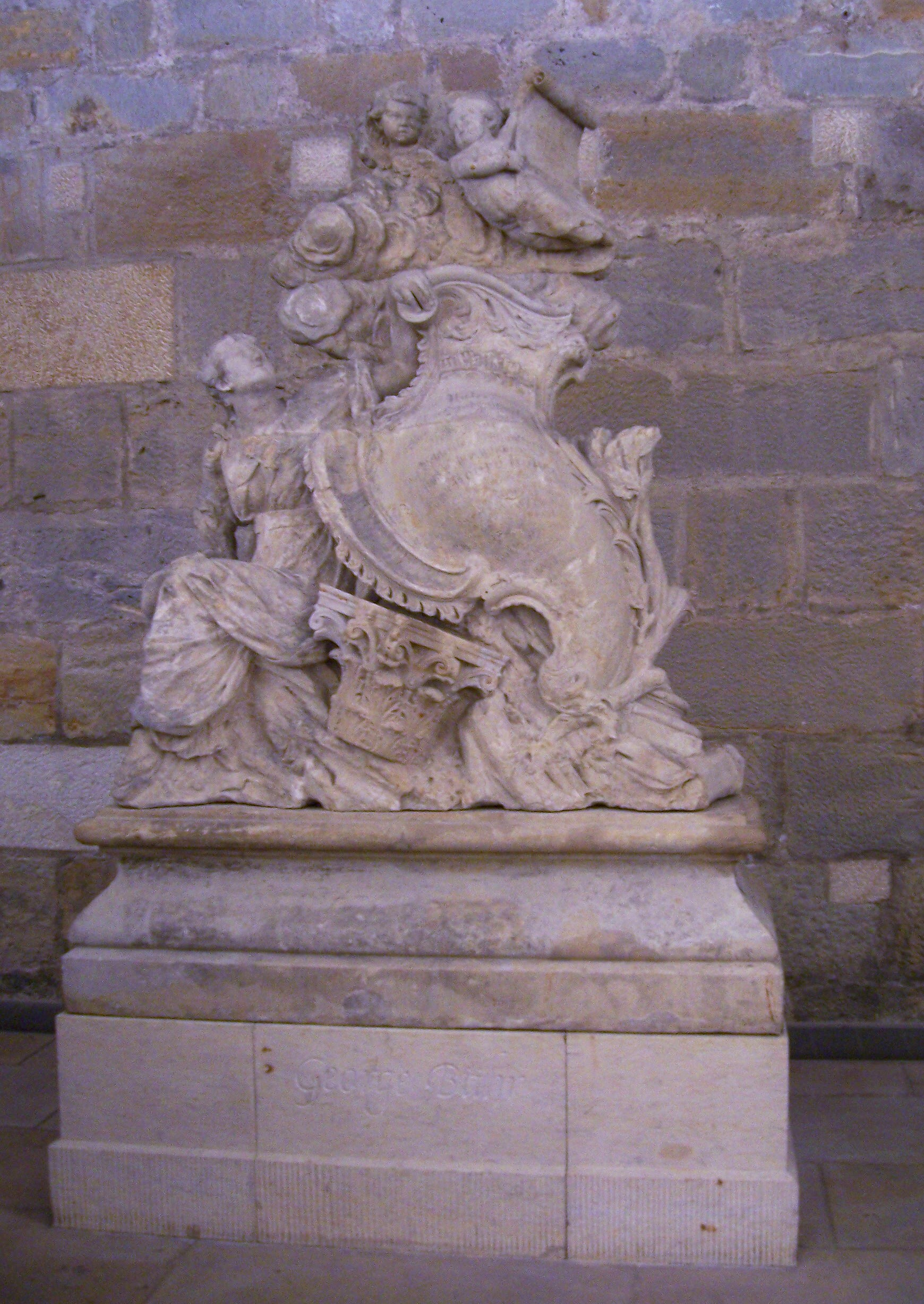
Nagrobek George’a Bähra w drezdeńskim Frauenkirche

George Bähr (ur. 15 marca 1666 w Fürstenwalde w Saksonii, zm. 16 marca 1738 w Dreźnie) – niemiecki architekt epoki baroku, budowniczy kościoła Maryi Panny (niem. Frauenkirche) w Dreźnie.

## Życiorys
George Bähr urodził się 15 marca 1666 roku w Fürstenwalde w Saksonii . Był synem tkacza lnu i dorastał w biedzie . W młodym wieku odbył praktykę stolarską . Zajmował się także konstrukcją mechanizmu camera obscura oraz budową instrumentów muzycznych . 
W 1693 roku przybył do Drezna i pracował jako cieśla (niem. Zimmergeselle) . Choć nie miał uprawnień mistrzowskich , w 1705 roku został mianowany budowniczym Drezna (niem. Ratszimmermeister) .
Zaprojektował wiele kościołów, m.in. kościół w Loschwitz (1705–1708), kościół sierocińca w Dreźnie (ok. 1710), kościół św. Trójcy w Schmiedebergu (1713–1716) czy kościół w Forchheim (1719–1726) . 
W 1722 roku rozpoczął budowę kościoła Maryi Panny w Dreźnie , który miał być modelem dla protestanckiej architektury sakralnej . Celem Bähra było zmodernizowanie projektu świątyń, tak by przystawały do wymogów wiary protestanckiej . Bähr jako pierwszy przy projektowaniu kościoła protestanckiego brał pod uwagę specyfikę nabożeństwa protestanckiego, co wpłynęło na umiejscowienie ambony, ołtarza, organów i chrzcielnicy w środkowej części kościoła otoczonej przez empory z miejscami dla wiernych . Dla kościoła Najświętszej Maryi Panny w Dreźnie zaprojektował charakterystyczną kopułę, odchodząc od konstrukcji dachu mansardowego .  
W latach 1725–1729 pracował nad przebudową kościoła w Hohnstein  projektu Matthäusa Daniela Pöppelmanna (1662–1737) , a w latach 1732–1739 nadzorował budowę kościoła Trzech Króli w Dreźnie . W latach 1724–1726 wzniósł świątynie w Kesselsdorfie i Seußlitz . Projektował również domy mieszkalne w Dreźnie .
Od 1730 roku Bähr posługiwał się tytułem „Architekt und Zimmermeister” .
George Bähr nie dożył ukończenia Frauenkirche, zmarł w Dreźnie 16 marca 1738 roku . Pochowano go na cmentarzu przy kościele św. Jana w Dreźnie (niem. Johannisfriedhof), a sto lat później, zgodnie ze swoją ostatnią wolą, spoczął w krypcie Frauenkirche (1854) .

## Upamiętnienie
W drezdeńskiej dzielnicy Südvorstadt-West oraz w Lipsku, w obrębie Architektenviertel (pol. „Kwartał architektów”) znajdują się ulice nazwane jego imieniem, a w jego rodzinnej miejscowości – Fürstenwalde obelisk upamiętniający architekta.
W 2006 roku wydziały architektury, inżynierii budownictwa i filozofii drezdeńskiego Uniwersytetu Technicznego w Dreźnie powołały do życia George-Bähr-Forum w celu promocji sztuki budowlanej i inżynierii . Forum służy wymianie doświadczeń między architektami, inżynierami budownictwa, historykami sztuki, a także nauczycielami i studentami . Forum wraz z Fundacją im. George’a Bähra (niem. George-Bähr-Stiftung) i drezdeńskim Towarzystwem im. George’a Bähra (niem. George-Bähr-Gesellschaft Dresden e.V. ) co trzy lata przyznaje nagrodę im. George’a Bähra (niem. George-Bähr-Preis) młodym architektom i inżynierom w uznaniu ich działalności architektonicznej . Pierwszym wyróżnionym został w 2008 roku berliński architekt Henning von Wedemeyer za projekt „Vilnius in the Air”.
W 2016 roku, z okazji 350. rocznicy urodziny George’a Bähra niemieckie ministerstwo finansów wydało znaczek okolicznościowy o nominale 260 centów.